# Alonso de Arellano
Alonso de Arellano fue un explorador español del siglo XVI, que navegó en la flota que realizó la primera ruta práctica para la navegación a las Filipinas, siendo el primero en materializar el llamado tornaviaje en 1565. Hijo, probablemente ilegítimo, de Alonso Ramírez de Arellano y Zúñiga (1490-1522), III conde de Aguilar de Inestrillas, y de María de Velasco.

## Historia
De acuerdo con diversas fuentes, Arellano fue el primer español en volver a la Nueva España desde el archipiélago de las Filipinas, realizando el llamado tornaviaje. Tras separarse del resto de la flota de la expedición en el patache San Lucas, capitaneado por Arellano y pilotado por Lope Martín, poco después de salir del Puerto de Navidad (actualmente Barra de Navidad, Jalisco, México), llegó a las Filipinas. Después de recorrer varias islas, en enero de 1565, llegó a Mindanao el 23 de enero de 1565. El 22 de abril de 1565, día de Pascua de Resurrección, el San Lucas se dirigió a la Nueva España, llegando a puerto de La Navidad el 9 de agosto de ese mismo año; fue así el primero en recorrer el primer tornaviaje, lo que luego se llamaría la "Ruta de Urdaneta", en honor a Andrés de Urdaneta, otro navegante de la misma flota que la recorrería dos meses después. Urdaneta, a su llegada, reclamó la primacía de su tornaviaje, lo que alcanzó fuese así reconocido pese a la prioridad histórica de Arellano.